# Schwadernau
Schwadernau är en ort och kommun i distriktet Biel i kantonen Bern, Schweiz. Kommunen har 683 invånare (2023).